# Батьківщина (газета, Львов)
«Батьківщи́на» (рус. «Родина») — газета, выходившая во Львове (Австрийская империя) с 1879 по 1896 годы.

## Общие сведения
Газета «Батьківщина» была основана Юлианом Романчуком. Начала издаваться во Львове с 1879 года. Первоначально позиционировалась как популярное издания для широких слоёв населения. С 1892 года переориентировалась преимущественно на сельских жителей в качестве политико-экономического издания, содержащего девять рубрик.
Периодичность выпусков с 1879 по 1893 годы составляла дважды в месяц. Далее до закрытия в 1893 году газета выходила еженедельно.

## Руководство и авторы
В разные годы газету редактировали:
М. Желехивський (1879-80)
В. Подляшецький (1880-85)
В. Нагирний (1885-88)
М. Павлик (1888-89)
В. Левицкий (1889-93)
К. Панькивський (1892)
М. Галейко (1893-94)
М. Струсевич (1895-96)
Среди авторов с газетой сотрудничали Алексей Бобикевич, Феофан Глинский, Владимир Ганкевич.

## Прекращение издания
Издание «Батьківщины» прекратилось в конце 1896 года. С 1897 года её заменила газета «Свобода», выходившая во Львове до момента его присоединения к Украине.